# آدریان بل
آدریان بل (انگلیسی: Adrian Bell; ۴ اکتبر ۱۹۰۱ – ۱ ژانویهٔ ۱۹۸۰) یک نویسنده اهل بریتانیا بود.